# Meßberg (metrostation)
Meßberg is een metrostation in het stadsdeel Hamburg-Altstadt van de Duitse stad Hamburg. Het station werd geopend op 22 februari 1960 en wordt bediend door lijn U1 van de metro van Hamburg.